# Olympus PEN E-PL1
Olympus PEN E-PL1 — цифровой фотоаппарат со сменной оптикой компании Olympus с разрешением матрицы 12,3 мегапикселя.
Фотоаппарат был анонсирован в феврале 2010 года. Положение в линейке: Olympus PEN E-P1 — Olympus PEN E-PL1 — Olympus PEN E-P2

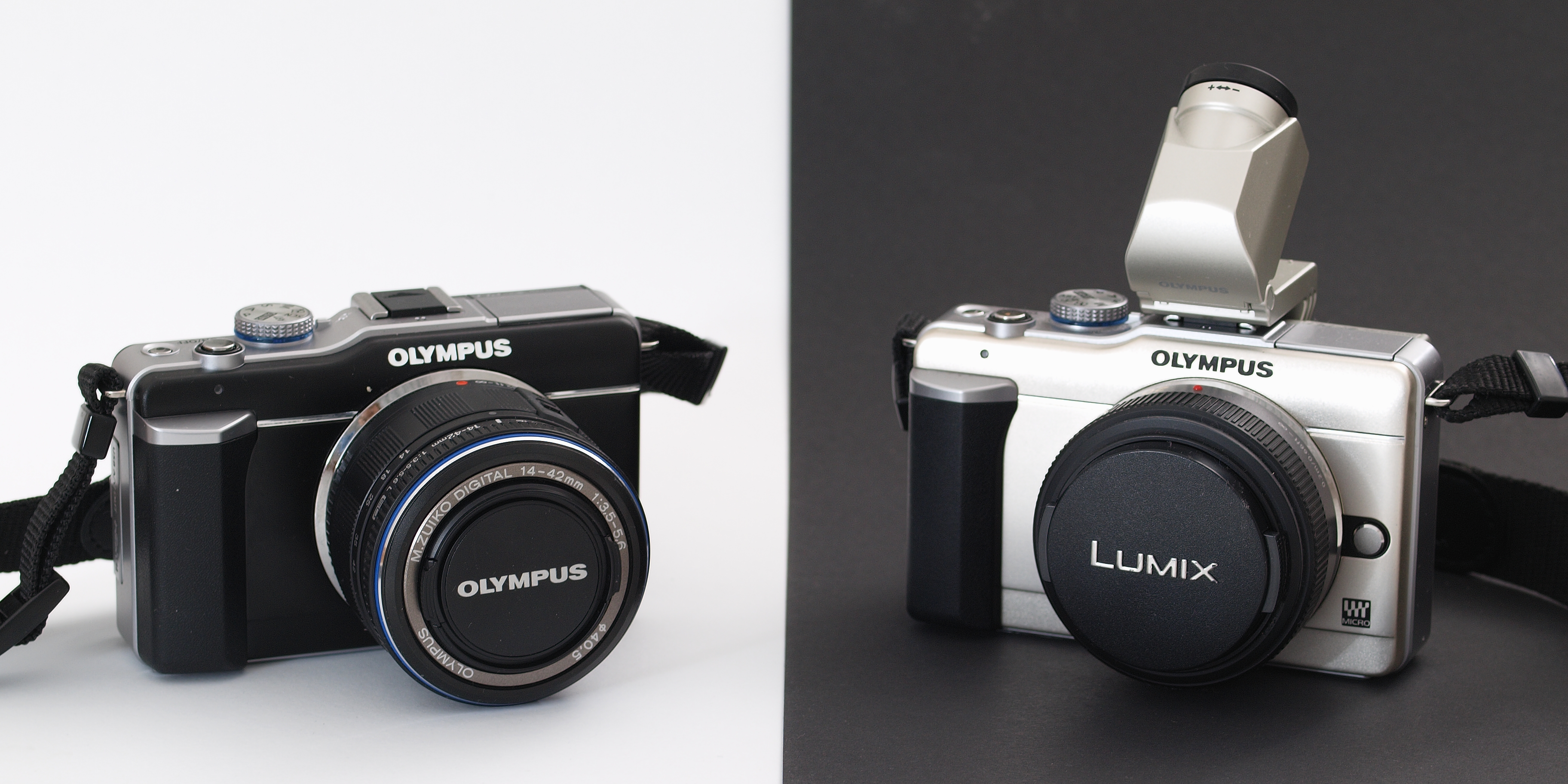
Olympus PEN E-PL1 со съёмным электронным видоискателем

## Награды
Olympus PEN E-P1 стал лауреатом премии EISA (2009—2010) в номинации «European Camera».